# La Unión (Azuay)
La Unión ist eine Ortschaft und eine Parroquia rural („ländliches Kirchspiel“) im Kanton Chordeleg der ecuadorianischen Provinz Azuay. Die Parroquia besitzt eine Fläche von 14,24 km². Die Einwohnerzahl lag im Jahr 2010 bei 1896. Die Parroquia wurde am 27. Juli 1994 gegründet.

## Lage
Die Parroquia La Unión liegt im Osten der Provinz Azuay an der Westflanke der Cordillera Real. Der Ort La Unión befindet sich auf einer Höhe von 2570 m, 1,5 km östlich des Kantonshauptortes Chordeleg.
Die Parroquia La Unión grenzt im Osten an die Parroquia Remigio Crespo Toral (Kanton Gualaceo), im Süden an die Parroquia San Martín de Puzhío sowie im Westen an die Parroquia Chordeleg.